# Skjelsviksjøen
Skjelsviksjøen est une localité du comté de Nordland, en Norvège.

## Géographie
Administrativement, Skjelsviksjøen fait partie de la kommune de Bindal.